# Związek Strzelecki „Strzelec” Organizacja Społeczno-Wychowawcza
Związek Strzelecki „Strzelec” Organizacja Społeczno-Wychowawcza (ZS „Strzelec” OSW) – proobronna organizacja paramilitarna, patriotyczne stowarzyszenie stawiające sobie za cel kontynuację istniejącego w okresie międzywojennym Związku Strzeleckiego. Działa jako stowarzyszenie rejestrowe we współpracy ze Strażą Graniczną, Obroną Cywilną i Związkiem Harcerstwa Polskiego.

## Historia
8 sierpnia 1990 z inspiracji Departamentu Społeczno-Wychowawczego MON zostaje zarejestrowana organizacja „Strzelec” – Organizacja Społeczno Wychowawcza. Organizacja powstała jako alternatywa dla powstałego w roku 1988 Związku Strzeleckiego „Strzelec” i funkcjonującego w oparciu o struktury Konfederacji Polski Niepodległej.
W kilka miesięcy od powstania organizacji rozpoczęto rozmowy zjednoczeniowe z innymi organizacjami strzeleckimi. W ich wyniku 1 marca 1991 roku dochodzi do zjazdu zjednoczeniowego kilku organizacji strzeleckich pod patronatem ówczesnego wiceministra MON d.s. Wychowania Romualda Szeremietiewa. Zjednoczona organizacja otrzymała nazwę Związek Strzelecki „Strzelec” Organizacja Społeczno-Wychowawcza. Pierwszym komendantem organizacji zostaje bryg. ZS Wiesław Gęsicki. Członkami założycielami nowej organizacji byli m.in.: bryg. ZS Michał Wnuk, bryg. ZS Wiesław Gęsicki, st. insp. ZS Danuta Laskus i bryg. ZS Adam Bidas.
W październiku 2011 roku, podczas Forum Organizacji Pozarządowych Współpracujących z Resortem Obrony Narodowej w Dziedzinie Obronności Związek Strzelecki „Strzelec” OSW został wyróżniony przez Ministra Obrony Narodowej Tomasza Siemoniaka umieszczaniem na drugim miejscu na liście organizacji pozarządowych najlepiej współpracujących z Wojskiem Polskim.
Za oficjalną datę powstania Związku Strzeleckiego „Strzelec” OSW przyjmuje się datę I Walnego Zjazdu Delegatów, czyli 1 marca 1991 roku.

## Cel istnienia
Zgodnie z art 6 statutu ZS „Strzelec” OSW, celem Związku jest:
- działanie na rzecz niepodległości Rzeczypospolitej Polskiej i jej umacniania,
- wychowanie obywatelskie członków, oparte na ideologii państwowotwórczej i dyscyplinie społecznej według wskazań Założyciela i Pierwszego Komendanta Głównego Związku Strzeleckiego Józefa Piłsudskiego, ujętych w Prawie i Przyrzeczeniu Strzeleckim,
- przygotowywanie młodzieży do służby wojskowej, służby w formacjach Obrony Cywilnej, Straży Granicznej, Policji. Straży Pożarnej, a także w innych służbach mających wpływ na szeroko rozumiane bezpieczeństwo publiczne.
- wychowywanie członków Związku w duchu patriotycznym wokół takich wartości jak: Bóg, Honor, Ojczyzna.
- podnoszenie poziomu sprawności fizycznej,
- uczenie zdyscyplinowanego życia w zespole.

W odróżnieniu od innych obecnie funkcjonujących Związków Strzeleckich ZS „Strzelec” OSW kładzie duży nacisk na apolityczność i neutralność światopoglądową, patriotyzm ZS Strzelec OSW nie jest patriotyzmem nacjonalistycznym, lecz pragmatycznym patriotyzmem dnia codziennego.

## Organizacja Związku
Podstawową komórką terenową jest Jednostka Strzelecka. Poszczególne jednostki podlegają pod jeden z czterech Okręgów Strzeleckich (Centralny, Południowo-Wschodni, Śląsko-Małopolski i Pomorski).

## Komendanci Główni
Komendant Główny Organizacji Społeczno-Wychowawczej „Strzelec” (1990–1992):
- 1990–1992 – bryg. ZS Wiesław Gęsicki

Komendanci Główni ZS „Strzelec” OSW od 1992:
- 1992–1994 – bryg. ZS Wiesław Gęsicki
- 1994–1995 – bryg. ZS Michał Wnuk
- 1995–1998 – płk WP Ryszard Więch
- 1998–2001 – bryg. ZS Robert Lipka
- 2001–2002 – płk WP dr Grzegorz Rowiński
- 2002–2008 – st. insp. ZS Jan Józef Kasprzyk
- 2008–2012 – mł. insp. ZS dr hab. Janusz Cisek prof. UJ
- 2013–2016 – insp. ZS Marcin Waszczuk[10]
- od 2016 – bryg. ZS Sławomir Szczerkowski[11]

## Szkolenia
Szkolenia w Związku są podzielone na następujące grupy:
- szkolenia podstawowe,
- szkolenia piechoty,
- szkolenia zaawansowane,
- szkolenia specjalistyczne,
- szkolenia metodyczne.

Pierwszy etap obejmuje tematykę zbliżoną do wojskowego szkolenia unitarnego. Drugi etap zawiera szkolenia podnoszące poziom umiejętności taktycznych pojedynczego strzelca oraz umożliwiają zgrywanie się strzelców w większych pododdziałach. Trzeci etap to szkolenia zamknięte przeznaczone dla tworzonego Plutonu Dyspozycyjnego Grup Szybkiego Reagowania pozostające w dyspozycji Komendy Głównej. Szkolenia specjalistyczne to grupa przedsięwzięć obejmujących; szkolenie spadochroniarskie, zjazdy linowe, szkolenia z zakresu medycyny polowej i inne. Kursy metodyczne to zajęcia dla młodszej oraz starszej kadry dowódczej. Zajęcia te mają na celu podniesienie poziomu zajęć prowadzonych w poszczególnych jednostkach.
W latach 1990–2007 Związek w ramach szkolenia przedpoborowych na obozach unitarnych w Wędrzynie i Siedlcach przeszkolił około 3000 młodych ludzi, dodatkowo na bazie 1. Batalionu Szturmowego z Lublińca w latach 1991–1994 przeszkolono ok. 150 osób w zakresie szkolenia zwiadu i dalekiego zwiadu, w zakresie szkolenia specjalistycznego wyszkolił ok. 650 spadochroniarzy (z zaliczeniem 7 skoków), 42 płetwonurków, 50 instruktorów strzelectwa sportowego, 15 instruktorów alpinistyki, 50 strażaków ochotników, 250 wychowawców obozów młodzieżowych i placówek wychowawczych.
Wielu byłych i obecnych członków OSW Strzelec pełni służbę w jednostkach Wojska Polskiego, Policji i Straży Granicznej. Wielu pełni misje w Iraku i Afganistanie.

## Uroczystości
Na podstawie lokalnych porozumień z władzami państwowymi i samorządowymi jednostki strzeleckie biorą udział w uroczystościach państwowych ze szczególnym uwzględnieniem Narodowego Święta Niepodległości oraz Święta Konstytucji 3 maja. Bardzo często jednostki są współorganizatorami lub nawet organizatorami wszelkiego rodzaju obchodów związanych z lokalnym patriotyzmem oraz tradycjami niepodległościowymi i historycznymi.

## Rekrutacja
Rekrutacja do Związek Strzelecki „Strzelec” Organizacja Społeczno-Wychowawcza jest prowadzona na poziomie jednostek strzeleckich, zorganizowane grupy (na przykład klasy o profilu wojskowym) mogą zakładać własne jednostki strzeleckie.
Aby zostać strzelcem należy mieć obywatelstwo polskie, być niekaranym i mieć ukończone 15 lat.

## Przyrzeczenie strzeleckie

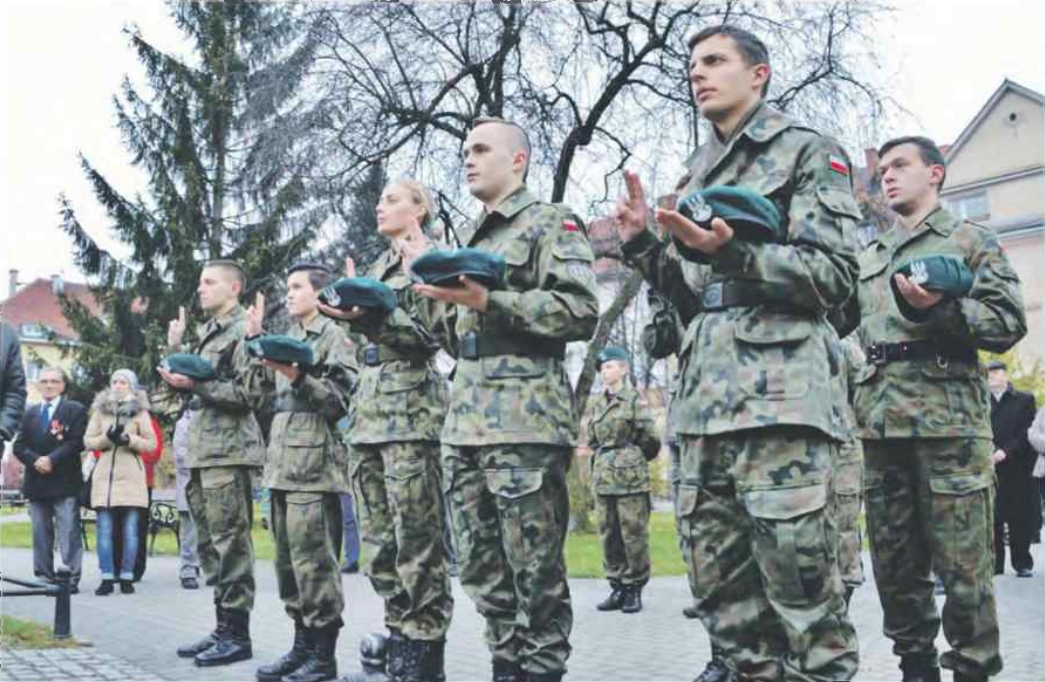
Ślubowanie strzelców JS 3070 Prudnik (2016)

Wstępując w szeregi Związku Strzeleckiego „Strzelec” – Organizacji Społeczno-Wychowawczej przyrzekam:

Przez całe me życie dobro Rzeczypospolitej Polskiej nade wszystko inne wyższe dla mnie będzie, niepodległości Jej zawsze gotów będę bronić do ostatniej kropli krwi. Służył będę Najjaśniejszej Rzeczypospolitej Polskiej do ostatniego tchu, a wszystkie moje czyny i zamiary tej najwyższej służbie podporządkowane będą.

Przyrzekam:

Powinności moje jako członka Związku Strzeleckiego „Strzelec” – Organizacji Społeczno-Wychowawczej z dobrą wolą i wiarą wypełniać, prawa strzeleckiego gorliwie przestrzegać, polecenia przełożonych chętnie wykonywać. Wszystko co teraz przyrzekam w sumieniu moim do głębi zważyłem, a przyrzeczenie moje stwierdzam uroczystym słowem i honorem wolnego obywatela i uczciwego człowieka. Tak mi dopomóż Bóg.

Celem podniesienia rangi przyrzeczenia strzeleckiego odbywa się ono tylko dwa razy w roku w dni świąt państwowych: 3 maja w Święto Narodowe Trzeciego Maja i 11 listopada w dniu Narodowego Święta Niepodległości.

## Umundurowanie

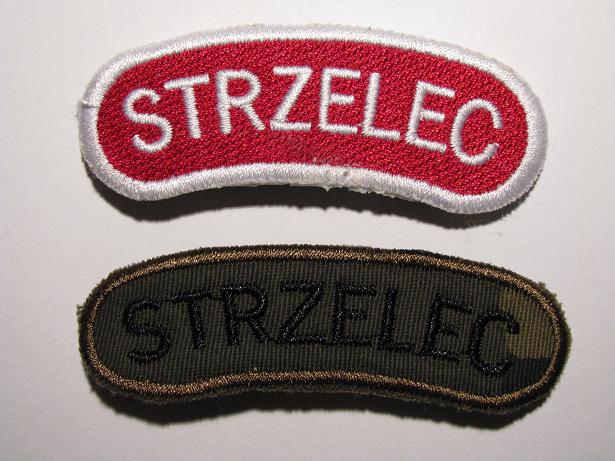
Dwa łuczki strzeleckie ZS „Strzelec” OSW, w wersji wyjściowej i polowej

Strzelcy wykorzystują umundurowanie Wojska Polskiego wz. 2010 lub wz. 2019 w kamuflażu wz. 93 „Pantera Leśna” z oznakami strzeleckimi.
Członkowie Związku noszą:
- zielone, ceglane (piechota górska), lub inne zależnie od zezwoleń komendy głównej berety wojskowe z orłem strzeleckim
- naszywkę strzelecką w kształcie łuku,
- naszywkę jednostki strzeleckiej w kształcie tarczy lub okręgu na lewym ramieniu pod łuczkiem strzeleckim,
- patki strzeleckie (nie występują we wszystkich jednostkach) na kołnierzu,
- kwadraty ze stopniami strzeleckimi w mundurze wz.2010 na prawym przedramieniu, oraz w odpowiednim miejscu na kurtce lub polarze. Strzelcy posiadający wymienione umundurowanie są zobowiązani do noszenia kwadratów strzeleckich do 2 tygodni od dnia przyrzeczenia,
- czarne pasy poliamidowe (nie występują we wszystkich jednostkach)
- skórzane buty wojskowe.
- mundur wz. 2010 lub wz. 2019

## Stopnie strzeleckie
Zgodnie z Regulaminem Stopni Strzeleckich ZS „Strzelec” OSW występują następujące stopnie strzeleckie:
- strzelec ZS
- starszy strzelec ZS

- sekcyjny ZS
- drużynowy ZS
- plutonowy ZS (nie istnieje we wszystkich jednostkach)
- starszy plutonowy ZS (nie istnieje we wszystkich jednostkach)
- sierżant ZS
- starszy sierżant ZS
- młodszy chorąży ZS

- chorąży ZS
- starszy chorąży ZS

- młodszy inspektor ZS
- inspektor ZS
- starszy inspektor ZS

• brygadier ZS 
Ponadto istnieje stopień brygadiera ZS, który może być przyznawany wyłącznie osobom, które pełniły lub pełnią funkcję Komendanta Głównego ZS „Strzelec” OSW.